# Arheologie biblică

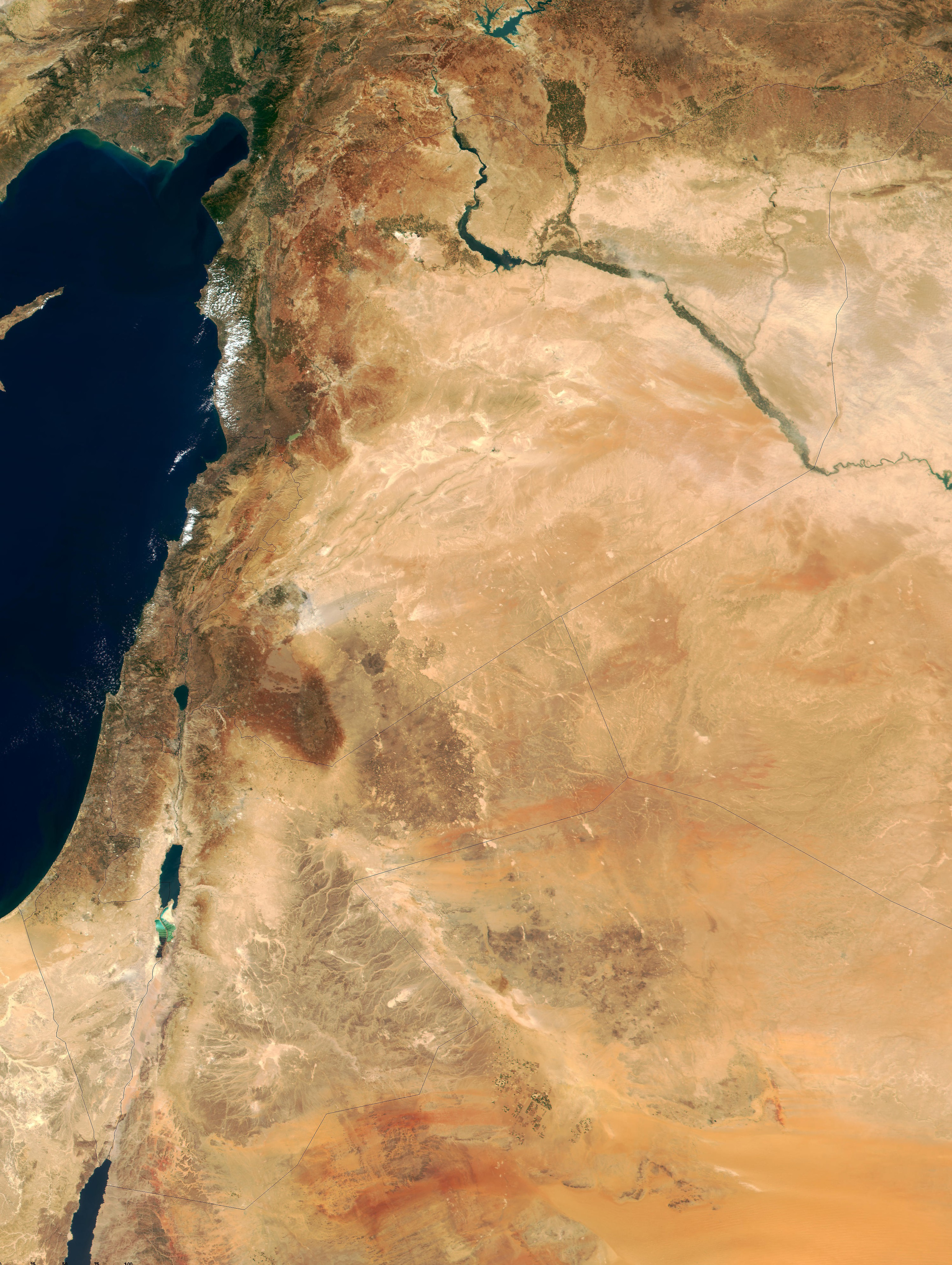
Orientul Mijlociu

Arheologia Biblică este o ramură a arheologiei levantine și a studiilor biblice care cercetează activități ale unor civilizații prin recuperare și analiză a preistoriei umane, societăților preistorice, culturii preistorice, istoric, bazată pe descoperirea unor materiale conservate ori aduse la lumină din activități de săpături arheologice care sunt direct sau indirect legate de Biblie.
Arheologia biblică studiază siturile arheologice din Orientul Apropiat Antic și în special Țara Sfântă (mai cunoscută și ca Palestina, Țara lui Israel și Canaan), din timpurile biblice.
Arheologia biblică a fost ridicată ca ramură științifică la sfârșitul secolului al XIX-lea, de către arheologi britanici și americani, cu scopul de a confirma istoricitatea Bibliei. Între anii 1920, imediat după Primul Război Mondial, când Palestina a intrat sub dominația britanică și anii 1960, arheologia biblică a devenit școala americană dominantă de arheologie levantină, condusă de figuri precum William F. Albright și G. Ernest Wright. Lucrarea a fost în mare parte finanțată de biserici și condusă de teologi. De la sfârșitul anilor 1960, arheologia biblică a fost influențată de arheologia procesuală („Noua Arheologie”) și s-a confruntat cu probleme care au făcut-o să lase deoparte aspectele religioase ale cercetării. Acest lucru a determinat școlile americane să se îndepărteze de studiile biblice și să se concentreze pe arheologia regiunii și pe relația acesteia cu textul biblic, mai degrabă decât să încerce să dovedească sau să infirme relatarea biblică.
Biblia ebraică este principala sursă de informații despre regiunea Palestinei și acoperă în mare parte perioada Epocii Fierului. Prin urmare, arheologia poate oferi perspective acolo unde istoriografia biblică nu poate. Studiul comparativ al textului biblic și descoperirile arheologice ajută la înțelegerea oamenilor și culturilor antice din Orientul Apropiat. Deși atât Biblia ebraică, cât și Noul Testament sunt luate în considerare, majoritatea studiului se concentrează pe primul.
Termenul de arheologie biblică este folosit de arheologii israelieni pentru mass-media populară sau pentru o audiență vorbitoare de engleză, cu referire la ceea ce este cunoscut în ebraică ca „arheologie israeliană”, și evită folosirea termenului Arheologie Palestiniană.

## Istorie
Studiul arheologiei biblice a început în același timp cu arheologia generală și, evident, dezvoltarea ei se referă la descoperirea unor artefacte antice extrem de importante.

### Etape
Dezvoltarea arheologiei biblice a fost marcată de diferite perioade:
- Înainte de mandatul britanic în Palestina: primele explorări arheologice au început în secolul al XIX-lea inițial de către europeni. Au existat mulți arheologi renumiți care lucrau în acest moment, dar unul dintre cei mai cunoscuți a fost Edward Robinson, care a descoperit o serie de orașe antice. Fondul de Explorare a Palestinei a fost creat în 1865, având drept patron Regina Victoria. Investigații mari au fost efectuate în jurul Templului din Ierusalim în 1867 de Charles Warren și Charles William Wilson, după care s-a numit „Arcul lui Wilson (Ierusalim)” de la Zidul Vestic care este în partea nordică în opoziție cu „Arcul lui Robinson”. Societatea Americană de Explorare a Palestinei a fost fondată în 1870. În același an, un tânăr arheolog francez, Charles Clermont-Ganneau, a sosit în Țara Sfântă pentru a studia două inscripții notabile: Stela Mesha din Iordan și inscripțiile din Templul Ierusalimului. O altă personalitate a intrat în scenă în 1890, Sir William Matthew Flinders Petrie, care a devenit cunoscut drept „părintele Arheologiei Palestinei”. În Tell-el-Hesi, Petrie a pus bazele explorării metodice, acordând o mare importanță analizei ceramicii ca repere arheologice. De fapt, obiectele sau fragmentele recuperate servesc la fixarea cronologiei cu un anumit grad de precizie, ceramica fiind realizată în diferite moduri și cu caracteristici specifice în fiecare epocă de-a lungul istoriei. În 1889, Ordinul Dominican a deschis Școala Biblică și Arheologică Franceză din Ierusalim, care avea să devină renumită în domeniul său. Autorități precum M-J. Lagrange și L H. Vincent se remarcă printre primii arheologi ai școlii. În 1898, Deutsche Orient-Gesellschaft (Societatea Germană Orientală) a fost fondată la Berlin, o serie de săpături au fost ulterior finanțate de împăratul William al II-lea al Germaniei. Multe alte organizații asemănătoare au fost înființate în acest moment cu scopul de a promova această disciplină în curs de dezvoltare, deși investigațiile acestei epoci aveau ca unic obiectiv probarea veridicității poveștilor biblice.
- În timpul mandatului britanic în Palestina (1922-1948): Investigarea și explorarea Țării Sfinte au crescut considerabil în acest timp și au fost dominate de geniul lui William Foxwell Albright, C. S. Fischer, iezuiții, dominicanii și mulți alții. Această eră de mari progrese și activitate s-a încheiat cu o înflorire: descoperirea Manuscriselor de la Marea Moartă la Qumran în 1947 și săpăturile ulterioare, care aveau să fie în mare parte conduse de francezul Roland de Vaux. Albright nu a fost, totuși, un literalist biblic, Iahve și zeii din Canaan, de exemplu, susținând opinia că religia israeliților a evoluat de la un politeism originar la un monoteism care l-a văzut pe Dumnezeu acționând în istorie - o viziune pe deplin conformă cu opiniile principale din ultimele două secole de critică biblică dinaintea lui.[2]
- După Mandatul Britanic: 1948 a marcat începutul unei noi ere sociale și politice pentru Țara Sfântă, cu întemeierea Statului Israel și intrarea pe scena arheologilor israelieni. Inițial, săpăturile lor au fost limitate la teritoriul statului, dar după Războiul de șase zile s-au extins în teritoriile ocupate din Banca de Vest. O figură importantă în arheologia acestei perioade a fost Kathleen Kenyon, care a condus săpăturile de la Ierihon și Ofel din Ierusalim. Crystal Bennett a condus săpăturile de la Petra și cetatea Amman, Jabal al-Qal'a. Muzeele arheologice ale franciscanilor și dominicanilor din Ierusalim sunt deosebit de remarcabile.
- Arheologia biblică astăzi : Arheologia biblică din secolul XXI este adesea condusă de echipe internaționale sponsorizate de universități și instituții guvernamentale, cum ar fi Autoritatea de Antichități din Israel. Voluntarii sunt recrutați pentru a participa la săpăturile efectuate de un personal de profesioniști. Practicanții fac eforturi din ce în ce mai mari pentru a lega rezultatele unei săpături cu altele din apropiere, în încercarea de a crea o imagine de ansamblu tot mai extinsă și din ce în ce mai detaliată a istoriei și culturii antice a fiecărei regiuni. Progresele rapide recente în tehnologie au facilitat măsurători mai precise din punct de vedere științific în zeci de domenii conexe, precum și rapoarte mai oportune și mai larg diseminate.[3][4]

## Școli de gândire
Arheologia Biblică este subiectul unei dezbateri continue. Una dintre sursele cele mai mari dispute este perioada în care regii au condus Israelul și, în general, istoricitatea Bibliei. Este posibil să se definească două școli de gândire libere cu privire la aceste domenii: minimalismul biblic și maximalismul, în funcție de dacă Biblia este considerată a fi un document religios non-istoric sau nu. Cele două școli nu sunt unități separate, ci formează un continuum, ceea ce face dificilă definirea taberelor și limitelor diferite. Cu toate acestea, este posibil să se definească puncte de diferență, deși aceste diferențe par să scadă în timp.

## Rezumatul sitului arheologic important și al descoperirilor

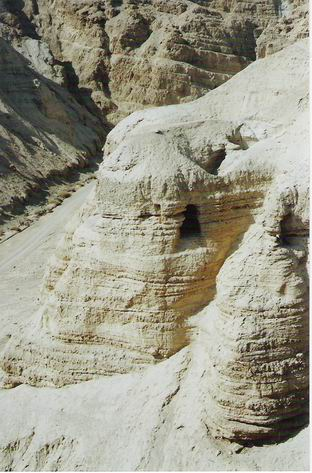
Peșterile de la Qumran, unde a fost găsită una dintre cele mai importante descoperiri ale arheologiei biblice din toate timpurile, în valea Mării Moarte. Sunt o sursă primară de Arheologie Biblică.

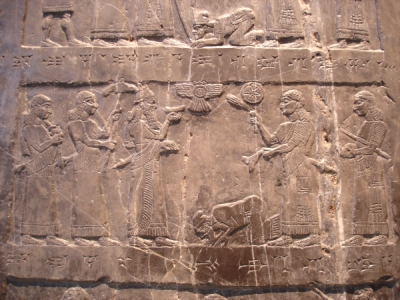
Prima reprezentare a lui Iehu pe Obeliscul Negru al lui Salmanasar al III-lea. El este văzut prosternându-se la picioarele regelui Salmanasar al III-lea. Este categorisit ca monument din statele vecine din sursele secundare de Arheologie Biblică.

### Descoperiri alese

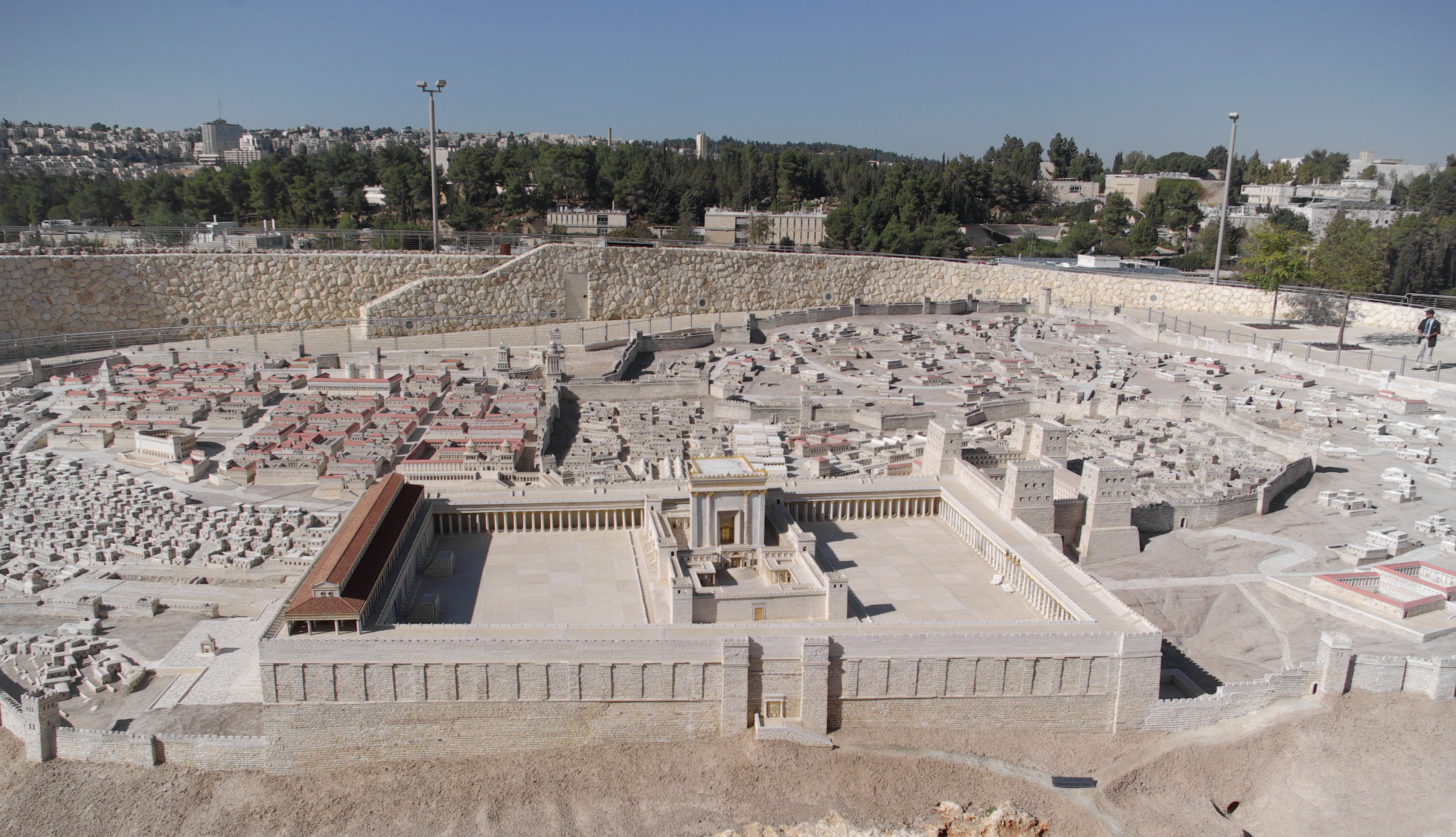
Model Țară-Sfântă al Ierusalimului. O machetă a Templului lui Irod adiacent expoziției Altarul Cărții de la Israel Muzeum, Ierusalim.

Liste detaliate de artifacte și monumente care pot fi găsite pe alte pagini:
- Lista artefactelor din arheologia biblică
- Lista locurilor de înmormântare ale figurilor biblice sau avraamice
- Lista manuscriselor biblice ebraice, Lista papirusurilor din Noul Testament și Lista uncialelor din Noul Testament
- Lista figurilor biblice identificate în sursele extra-biblice

### Obiecte cu origini biblice necunoscute sau infirmate
Arheologia Biblică a fost, totodată, ținta mai multor celebre falsuri, care au fost comise dintr-o varietate de motive. Una dintre cele mai celebrate este cea a Osuarului lui Iacov, când au ieșit la iveală informații în 2002 cu privire la descoperirea unui osuar, cu o inscripție care se traduce prin „Iacov, bar Iosif ah (frate lui) Ieșua”. În realitate, artefactul fusese descoperit cu douăzeci de ani înainte, după care a făcut schimb de mâini de mai multe ori și a fost adăugată inscripția. Aceasta a fost descoperită pentru că nu corespundea formei scrierii epocii de la care datează.
Obiectele din lista următoare provin în general din colecții private și au fost adesea achiziționate în piețele de antichități. Autenticitatea lor este foarte controversată și, în unele cazuri, s-a dovedit a fi falsuri.
- Chivotul Legământului: Au existat o serie de afirmații cu privire la locația actuală a Chivotului. Biserica Ortodoxă Etiopiană susține că deține Chivotul în Axum, Etiopia. Tradiția locală susține că a fost adus în Etiopia de către Menelik I cu asistență divină, în timp ce un fals a fost lăsat în Templul din Ierusalim.
- Obiecte provenite de la anticariatul Oded Golan. Poliția israeliană l-a acuzat pe Golan și complicii săi că au falsificat Osuarul Iacov în 2004, ei fiind acuzați și că au falsificat o serie de alte obiecte:
  - Inscripția Ioas, care descrie reparațiile la templul din Ierusalim. Se suspectează că inscripția a fost falsificată pe pietre antice autentice.
  - Diverse ostrace menționând templul sau nume biblice.
  - Un candelabru de piatră cu șapte brațe, decorat cu o menora de la Templu.
  - Un sigiliu de piatră cu margini de aur care a fost atribuit regelui Manase al lui Iuda.
  - O placă de cuarț cu o inscripție în limba egipteană antică care afirmă că regele Shishak a capturat orașul antic Megiddo.
  - O rodie de fildeș făcută din os de hipopotam și inscripționată cu o inscripție transliterată ca „Aparținând Ca[sei lui Iahve]h, sfântă preoților”.
  - Numeroase bulle, inclusiv unele care menționează figuri biblice precum scribul Baruch ben Neriah și profetul Ezechiel.
- Căutări pentru Arca lui Noe (cunoscută și sub numele de „arheologie”): diferite grupuri au susținut că au găsit Arca lui Noe. Mulți savanți consideră că aceste descoperiri aparțin pseudoarheologiei.
  - Un grup creaționist italian numit The Narkas este doar unul dintre numeroasele grupuri care pretind că cunosc locația exactă a rămășițelor Chivotului pe vârful Muntelui Ararat, la granița dintre Turcia și Armenia. Fotografiile site-ului pot fi văzute pe site-ul Narkas.[6]
  - În 2004, o expediție a investigat o creastă 19 km de vârful Muntelui Ararat, despre care se crede că este un loc alternativ de amaraj pentru Arcă. Probele au fost trimise la Institutul de Cercetare al Coroanei pentru Științe Geologice și Nucleare din Wellington, Noua Zeelandă pentru testare. Cu toate acestea, geologii de la institutul guvernamental au concluzionat că probele erau rocă vulcanică și nu lemn pietrificat.[7]
- Giulgiul din Torino: o pânză de în cu o imagine despre care credincioșii spun că este Iisus. Datarea cu radio-carbon a unor probe de material luate de pe giulgi a fost datată în Evul Mediu, dar ideea că imaginea a fost produsă în momentul învierii lui Iisus persistă.[8]
- Vălul Veronicăi: O pânză cu chip de bărbat, despre care credincioșii spun că este Iisus, imprimată pe ea. Credincioșii cred că a fost pânza folosită de Veronica pentru a curăța fața lui Iisus pe Via Dolorosa în drumul spre Calvar. Există cel puțin șase imagini care au o asemănare marcată unele cu altele și care pretind că sunt Voalul original.

## Arheologia Biblică și Biserica Catolică
Există unele grupuri care adoptă o abordare mai fundamentalistă și care organizează campanii arheologice cu intenția de a găsi dovezi că Biblia este factuală și că narațiunile ei trebuie înțelese ca evenimente istorice. Aceasta nu este poziția oficială a Bisericii Catolice.
Investigațiile arheologice efectuate cu metode științifice pot oferi date utile în stabilirea unei cronologii care să ajute la ordonarea istorisirilor biblice. În anumite cazuri, aceste investigații pot găsi locul în care au avut loc aceste narațiuni. În alte cazuri, pot confirma veridicitatea povestirilor. Cu toate acestea, în alte materii, ei pot pune în discuție evenimentele care au fost considerate fapt istoric, oferind argumente care arată că anumite povestiri nu sunt narațiuni istorice, ci aparțin unui gen narativ diferit.
În 1943, Papa Pius al XII-lea a recomandat ca interpretările scripturii să ia în considerare descoperirile arheologice pentru a discerne genurile literare folosite.
„[...] interpretul trebuie, parcă, să se întoarcă în întregime în spirit la acele secole îndepărtate ale Orientului și, cu ajutorul istoriei, arheologiei, etnologiei și altor științe, să determine cu exactitate ce moduri de scriere, ca să spunem așa, autorii acelei perioada antică ar fi probabil să folosească, și de fapt au folosit. [...] Cei care cultivă studii biblice să-și îndrepte atenția cu toată diligența cuvenită spre acest punct și să nu neglijeze niciuna dintre acele descoperiri, fie în domeniul arheologiei, fie în domeniul istoriei sau literaturii antice, care servesc pentru a face mai cunoscute mentalitatea scriitorilor antici, precum și modul și arta lor de a raționa, a nara și a scrie [...]”—Pius XII, Encyclical Divino Afflante Spiritu⁠(d), paragraphs 35 and 40
De atunci, arheologia a fost considerată a oferi o asistență valoroasă și ca un instrument indispensabil al științelor biblice.

## Comentariile experților
„[...] scopul arheologiei biblice este clarificarea și iluminarea textului și conținutului biblic prin investigarea arheologică a lumii biblice.”—scris de J.K. Eakins întru-n eseu din 1977 publicat în Benchmarks in Time and Culture și citat în eseul său "Archaeology and the Bible, An Introduction".
Arheologul William G. Dever a contribuit la articolul despre „Arheologie” din Anchor Bible Dictionary. În acest articol, el reiterează percepțiile sale asupra efectelor negative ale relației strânse care a existat între arheologia siro-palestină și arheologia biblică, ceea ce i-a determinat pe arheologii care lucrează în acest domeniu, în special pe arheologii americani, să reziste adoptării noilor metode de arheologie procesuală. În plus, el consideră că: „La baza multor scepticism în domeniul nostru propriu [referindu-se la adaptarea conceptelor și metodelor unei „noi arheologii”, se bănuiește presupunerea (deși neexprimată sau chiar inconștientă) că Palestina antică, în special Israelul în perioada perioada biblică, a fost unică, întru ceva cale „supraistorică”, care nu a fost guvernată de principiile normale ale evoluției culturale”.
Dever a descoperit că arheologia siro-palestiniană a fost tratată în instituțiile americane ca o sub-disciplină a studiilor biblice, unde era de așteptat ca arheologii americani să încerce „să ofere dovezi istorice valide ale episoadelor din tradiția biblică”. Potrivit lui Dever, „cea mai naivă [idee cu privire la arheologia siro-palestiniană] este că motivul și scopul „arheologiei biblice” (și, prin extrapolare, al arheologiei siro-palestiniene) este pur și simplu acela de a elucida fapte referitoare la Biblie și Țara Sfântă".

Dever a mai scris că:
Arheologia cu siguranță nu dovedește lecturi literale ale Bibliei... Le pune sub semnul întrebării și asta îi deranjează pe unii. Majoritatea oamenilor cred cu adevărat că arheologia este acolo pentru a dovedi Biblia. Niciun arheolog nu crede așa. [...] De la începuturile a ceea ce numim arheologie biblică, poate cu 150 de ani în urmă, savanții, în mare parte savanți occidentali, au încercat să folosească date arheologice pentru a dovedi Biblia. Și multă vreme s-a crezut că funcționează. William Albright, marele părinte al disciplinei noastre, a vorbit adesea despre „revoluția arheologică”. Ei bine, revoluția a venit, dar nu în modul în care credea Albright. Adevărul problemei de astăzi este că arheologia ridică mai multe întrebări despre istoricitatea Bibliei Ebraice și chiar a Noului Testament decât oferă răspunsuri, iar acest lucru este foarte deranjant pentru unii oameni.
 Dever totodată a scris:
Arheologia, așa cum este practicată astăzi, trebuie să fie capabilă să conteste, precum și să confirme, povestiri biblice. Unele lucruri descrise acolo s-au întâmplat cu adevărat, dar altele nu s-au întâmplat. Narațiunile biblice despre Avraam, Moise, Iosua și Solomon reflectă probabil unele amintiri istorice despre oameni și locuri, dar portretele Bibliei „mai mari decât viața” sunt nerealiste și contrazise de dovezile arheologice.... Nu citesc Biblia ca Scriptură... De fapt, nici măcar nu sunt un teist. Opinia mea de-a lungul timpului – și mai ales în cărțile recente – este mai întâi că narațiunile biblice sunt într-adevăr „povestiri”, adesea fictive și aproape întotdeauna propagandistice, dar că aici și colo conțin câteva informații istorice valide...
 Arheologul de la Universitatea din Tel Aviv Ze'ev Herzog a scris în ziarul Haaretz: 
Aceasta este ceea ce arheologii au aflat din săpăturile lor în Țara lui Israel: israeliții nu au fost niciodată în Egipt, nu au rătăcit în deșert, nu au cucerit pământul într-o campanie militară și nu l-au transmis celor 12 triburi ale Israelului. Poate și mai greu de înghițit este că monarhia unită a lui David și Solomon, care este descrisă de Biblie ca o putere regională, a fost cel mult un mic regat tribal. Și va fi un șoc neplăcut pentru mulți că Dumnezeul lui Israel, Iehova, a avut o consoartă de sex feminin și că religia israelită timpurie a adoptat monoteismul doar în perioada de scădere a monarhiei și nu la Muntele Sinai.
 Profesorul Finkelstein a declarat pentru The Jerusalem Post că arheologii evrei nu au găsit dovezi istorice sau arheologice care să susțină narațiunea biblică despre Exod, rătăcirea evreilor în Sinai sau cucerirea Canaanului de către Iosua. Despre presupusul Templu al lui Solomon, Finkelstein a spus că nu există dovezi arheologice care să demonstreze că a existat cu adevărat. Profesorul Yoni Mizrahi, un arheolog independent, a fost de acord cu Israel Finkelstein.

În ceea ce privește Exodul israeliților din Egipt, arheologul egiptean Zahi Hawass a spus:
Într-adevăr, este un mit... Aceasta este cariera mea de arheolog. Trebuie să le spun adevărul. Dacă oamenii se supără, asta nu este problema mea.
Alți savanți contestă aceste afirmații. În cartea sa din 2001 The Old Testament Documents: Are They Reliable and Relevant? Savantul evanghelic al Vechiului Testament, Walter Kaiser, Jr., a inclus un capitol intitulat „Ajută arheologia în cazul fiabilității?” Kaiser afirmă:
Studiul arheologiei a ajutat la iluminarea Bibliei, aruncând lumină asupra locației sale istorice și culturale. Cu o claritate din ce în ce mai mare, contextul Bibliei apare mai viu în cadrul istoriei generale... prin potrivirea istoriei biblice, a persoanelor și a evenimentelor în istoria generală, arheologia a demonstrat validitatea multor referințe și date biblice. Ea a continuat să arunce lumină, implicit sau explicit, asupra multor obiceiuri, culturi și situații ale Bibliei în diferite perioade ale istoriei. Pe de altă parte, arheologia a dat naștere și unor probleme reale în ceea ce privește descoperirile sale. Astfel, activitatea sa este una în curs de desfășurare care nu poate fi blocată prea repede sau folosită doar ca un dispozitiv de confirmare.
 Kaiser continuă să detalieze caz după caz în care Biblia, spune el, „a ajutat la identificarea persoanelor dispărute, a popoarelor dispărute, a obiceiurilor și a locurilor dispărute”. El conchide:
Acest lucru nu înseamnă că arheologia este un remediu pentru toate provocările aduse textului - nu este! Există câteva probleme monstruoase care rămân - unele create de datele arheologice în sine. Dar, din moment ce am văzut atât de multe provocări specifice de-a lungul anilor cedând la astfel de date specifice în favoarea textului, tinde să se construiască o prezumție că ar trebui să mergem cu textul până când sunt disponibile informații contrare definitive. Această metodologie care spune că textul este nevinovat până la dovedirea vinovăției nu este recomandată doar ca o procedură bună pentru jurisprudența americană, ci este recomandată și în domeniul examinării pretențiilor Scripturii.
Collins comentează o afirmație a lui Dever:
„Există puține lucruri pe care le putem salva din poveștile lui Iosua despre distrugerea rapidă, în totalitate, a orașelor canaanite și anihilarea populației locale. Pur și simplu nu s-a întâmplat; dovezile arheologice sunt incontestabile.”Aceasta este judecata unuia dintre istoricii mai conservatori ai Israelului antic. Desigur, există istorici mult mai conservatori care încearcă să apere istoricitatea întregii relatări biblice începând cu Avraam, dar munca lor se bazează pe presupoziții confesionale și este o exercițiu de apologetică mai degrabă decât de istoriografie. Majoritatea bibliștilor s-au împăcat cu faptul că o mare parte (nu toată!) din narațiunea biblică este doar vag legată de istorie și nu poate fi verificată.— John J. Collins
Mai recent, Lorenzo Nigro de la Expediția italo-palestiniană la Tell es-Sultan a susținut că a existat un fel de așezare în acest loc în timpul secolelor al XIV-lea și al XIII-lea î.Hr. El afirmă că expediția a detectat straturi de epocă de bronz târziu II în mai multe părți ale tellului, deși straturile sale superioare au fost puternic tăiate de operațiunile de nivelare în timpul epocii fierului, ceea ce explică lipsa materialelor din secolul al XIII-lea. Nigro respinge ideea că aceste descoperiri dau crezare narațiunii biblice despre cucerirea Canaanului de către Iosua.
Ca tânăr student am auzit o serie de prelegeri susținute de un celebru teolog liberal al Vechiului Testament despre introducerea în Vechiul Testament. Și acolo, într-o zi, am aflat că cea de-a cincea carte a lui Moise (Deuteronom) nu fusese scrisă de Moise – deși ea toată pretinde că a fost rostită și scrisă chiar de Moise. Mai degrabă, am auzit că Deuteronomul a fost compus secole mai târziu în scopuri destul de specifice. Din moment ce proveneam dintr-o familie luterană ortodoxă, am fost profund mișcat de ceea ce am auzit, în special pentru că m-a convins. Așa că, în aceeași zi, mi-am căutat profesorul în timpul orelor sale și, în legătură cu originea Deuteronomului, am lăsat să scape observația: „Deci cartea a cincea a lui Moise este ceea ce s-ar putea numi un fals?” Răspunsul lui a fost: „Pentru numele lui Dumnezeu, se prea poate, dar nu ai voie să spui așa ceva.”2Am vrut să folosesc acest citat pentru a arăta că rezultatele cercetării istorice pot fi făcute cunoscute publicului, în special credincioșilor, doar cu greu. Mulți creștini se simt amenințați dacă aud că majoritatea a ceea ce a fost scris în Biblie este (în termeni istorici) neadevărat și că nici una dintre cele patru Evanghelii din Noul Testament nu a fost scrisă de autorul menționat în partea de sus a textului.— Gerd Lüdemann